# Šešuva
Šešuva je řeka 2. řádu ve východní části Litvy, v okrese Jonava, levý přítok řeky Neris, do které se vlévá 2,5 km severovýchod od městečka Karmėlava (zde je letiště města Kaunas), 20,3 km od jejího ústí do Němenu. Pramení v lese Beištrakių miškas, 2 km na západ od vsi Tauckūnai, 35 km na východ od Kaunasu. Teče zpočátku směrem jižním, záhy se však stáčí do směru celkově západního (její tok je zde dosti klikatý, ale ne meandrovitý), u vsi Beištrakiai se stáčí do směru celkově severozápadního, po soutoku s řekou Želva se stáčí směrem severním, od vsi Būdos III začíná hustě a drobně meandrovat, po soutoku s řekou Garšas se stáčí k západu a zanedlouho protéká rybníkem Užusalių tvenkinys (plocha 28,5 ha, délka 4,5 km, šířka 300 m, největší hloubka 5,7 m, hráz je 10,2 km od ústí), u vsi Girininkai II se křižuje s dálnicí A6/E262 Kaunas - Karmėlava - Ukmergė - Utena, protéká mezi vesnicemi Turžėnai a Šešuva, kde se vlévá do řeky Neris.

## Vodácká trasa

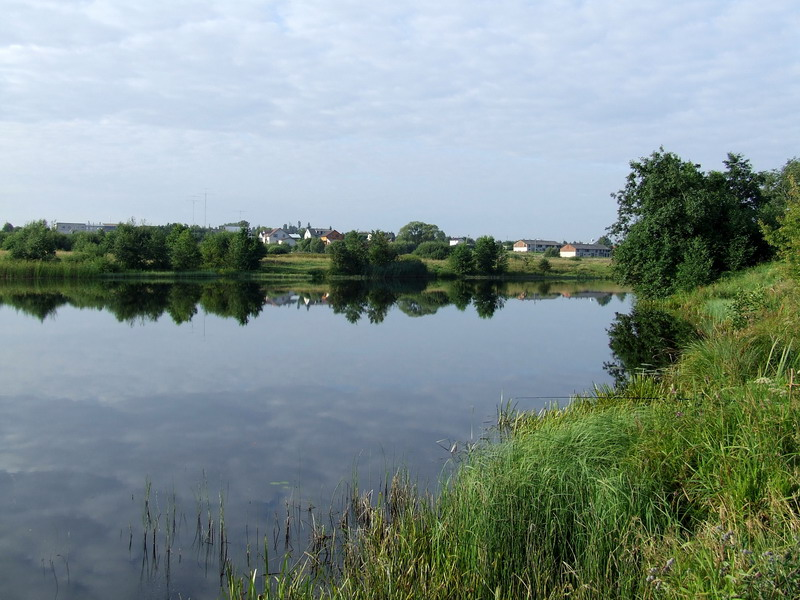
Užusalių tvenkinys, kterým Šešuva protéká

Řeka je splavná pro běžné čluny, je v ní nemálo peřejí, jedna z nich nepřetržitě asi 2 - 3 km. Mnoho vývratů, místy z řečiště ční jakési železné kůly, břehy většinou daleko od civilizace. Nedaleko od soutoku se řeka velmi zklidní, proto je lépe trasu ukončit u dálnice A6 (Kaunas - Utena).

## Přítoky
- Levé:

| Hydrologické pořadí | Řeka     | Délka (km) | Povodí (km²) | Vzdálenost od ústí (km) | Ústí kde                             | Koordináty ústí                 |
| ------------------- | -------- | ---------- | ------------ | ----------------------- | ------------------------------------ | ------------------------------- |
| 12011147            | Š - 1    | 3,8        | 3,0          | 14,6                    | Naujatiobiai                         | 54°59′10″ s. š., 24°14′8″ v. d. |
| 12011149            | Pravarta | 7,1        | 12,4         | 10,4                    | rybník Užusalių tvenkinys, Užusaliai | 54°59′4″ s. š., 24°11′29″ v. d. |
|                     | Sunkinė  |            |              |                         | Kalnėnai                             | 54°58′52″ s. š., 24°9′41″ v. d. |
| 12011151            | Vėsa     | 7,2        | 16,9         | 3,5                     | Girininkai II                        | 54°59′2″ s. š., 24°7′39″ v. d.  |

- Pravé:

| Hydrologické pořadí | Řeka     | Délka (km) | Povodí (km²) | Vzdálenost od ústí (km) | Ústí kde     | Koordináty ústí                  |
| ------------------- | -------- | ---------- | ------------ | ----------------------- | ------------ | -------------------------------- |
| 12011141            | Būdupis  | 8,0        | 8,8          | 23,2                    | Pašuliai     | 54°55′33″ s. š., 24°16′28″ v. d. |
| 12011142            | Želva    | 12,6       | 44,0         | 18,3                    | Būdos V      | 54°57′26″ s. š., 24°14′35″ v. d. |
| 12011146            | Lapirda  | 4,0        | 9,9          | 15,4                    | Būdos II     | 54°58′53″ s. š., 24°14′35″ v. d. |
| 12011148            | Garšas   | 7,7        | 15,8         | 12,8                    | Paskutiškiai | 54°59′31″ s. š., 24°13′9″ v. d.  |
|                     | Krauupis |            |              |                         | Kalnėnai     | 54°59′1″ s. š., 24°9′22″ v. d.   |
|                     | Trainupė |            |              |                         | Kalnėnai     | 54°59′9″ s. š., 24°8′31″ v. d.   |